# Прапор Сомалі
Прапор Сомалі — один з офіційних символів держави Сомалі. Прийнятий 12 жовтня 1954 року. Дизайн прапора схожий на прапор ООН, у вдячність за допомогу, яку надала ООН Сомалі в здобутті незалежності від Італії. П'ять вершин п'ятипроменевої зірки символізують п'ять областей, де живе народ сомалі.